# Автовідповідач

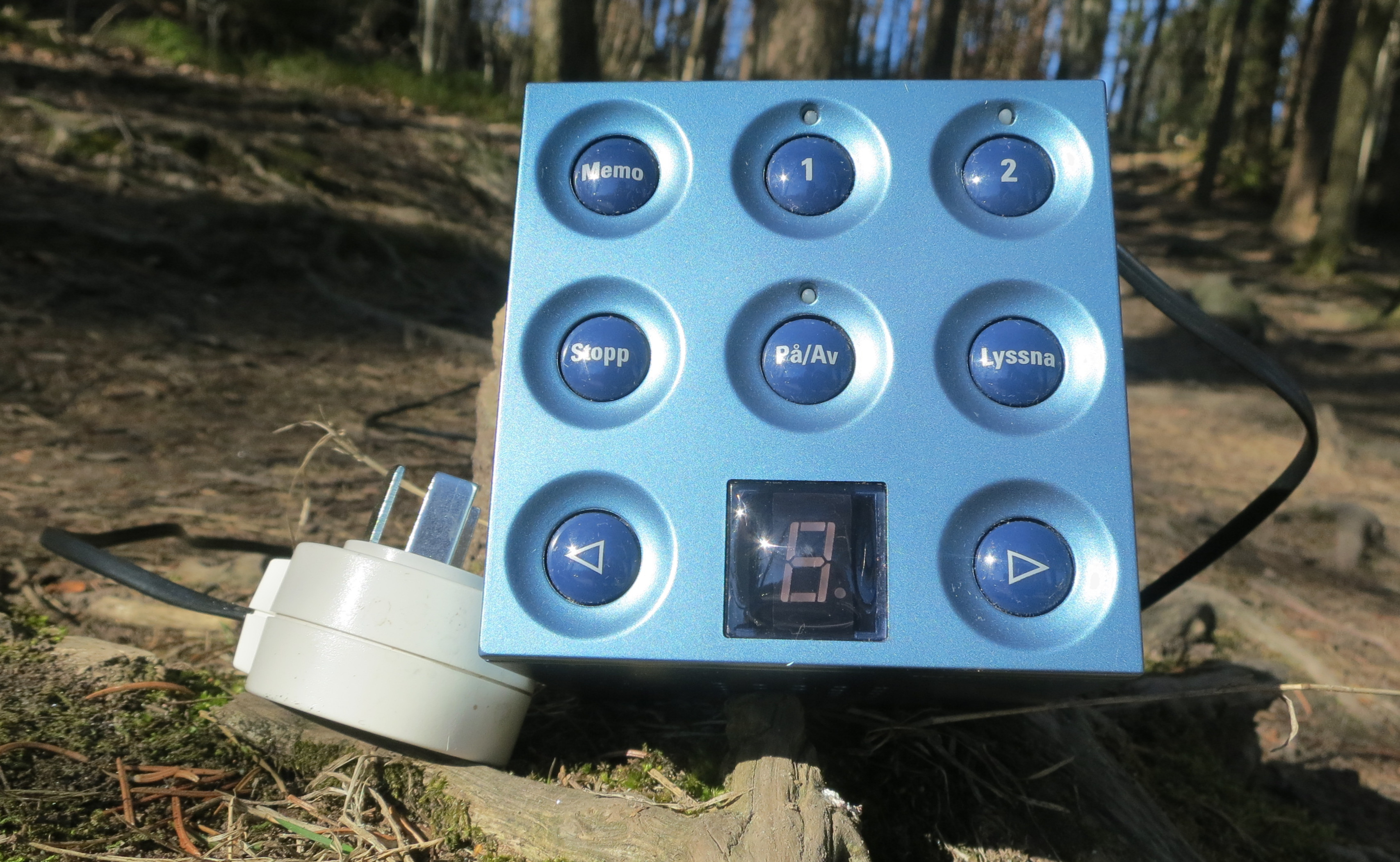
Шведський автовідповідач "Telia Respit 15" 2005 року.

Телефо́нний автовідповіда́ч (англ. answering machine, answerphone) — вбудований в телефон або приєднаний до телефону пристрій, який дозволяє автоматично записувати вхідні дзвінки у відсутності абонента.

## Історія створення і еволюція автовідповідачів
Прототипом автовідповідача можна вважати пристрій, створений в 1886 році і який повідомляв  абоненту поточний час. Час повідомлявся не голосом, а «годинником з боєм».
Датою "народження" автовідповідача можна вважати 1904, коли був створений перший записуючий телефонний відповідач, який може сміливо вважатися прообразом наших нинішніх персональних автовідповідачів. Звичайно, до сучасного апарату йому було далеко. У ньому нарешті був використаний вдосконалений варіант фонографа Томаса Едісона, а зовні автовідповідач являв собою громіздкий агрегат вагою в півтора центнера (тобто 150 кг), що використав для запису звуків восковий циліндр. Але при цьому він досить успішно виконував головну задачу автовідповідача — запис надісланих на телефон повідомлень.
Після цього з'являлося багато різних конструкцій автовідповідачів, які використовували технології запису на целулоїдні плівки, металевий дріт або магнітні стрічки, але всі їх відрізняла складність конструкції, досить великі розміри і невисока надійність.
Кардинальна зміна в конструкції автовідповідачів сталося в шістдесяті роки двадцятого століття, коли в них стали використовуватися створені компанією Philips компакт-касети з магнітною стрічкою.
З цього моменту автовідповідачі стали виготовлятися не тільки у вигляді спеціальних пристроїв або приставок до магнітофонів і диктофонів, але і вбудовуватися прямо в телефонні апарати.
Рішення використовувати в автовідповідачах компакт-касети виявилося настільки вдалим, що подібні моделі завоювали ринок на десятиліття. При цьому існують моделі з однією касетою і з двома. У першому випадку всі повідомлення (і вихідні, і вхідні) пишуться на одну і ту ж касету, а в другому — одна касета використовується тільки для зберігання повідомлення, записаного власником автовідповідача, а інша служить для запису і відтворення повідомлень, що залишили додзвонювачі (ті, хто телефонують).
Пізніше замість стандартних компакт-касет, в автовідповідачах стали використовувати мікрокасети, розроблені на початку 70-х років японською фірмою Olympus Optical, яка використовувала їх в основному у своїх диктофонах. Використання касет менших габаритів дозволило зменшити і розміри самих автовідповідачів. У всьому іншому вони практично не відрізняються від моделей з компакт-касетами.
Принципові зміни в долі автовідповідачів почалися в цифрову епоху. Голосову інформацію стали зберігати спеціальні пристрої, що запам'ятовують: спочатку звуковий сигнал перетворюється в цифрову форму, а після записується в спеціальний ОЗП. Автовідповідачі цього класу бувають двох типів: з магнітофонного касетою і повністю електронні. У першому випадку в ОЗП заноситься тільки привітання, а всі вхідні повідомлення записуються на касету. У другому випадку — всі повідомлення записуються і зберігаються в ОЗП.
З технічної точки зору електронні автовідповідачі є більш досконалими і незрівнянно більш надійними.

## Типи і функції сучасних автовідповідачів
За способом запису автовідповідачі можна розділити на:
- Касетні з одною касетою
- Касетні з двома касетами
- Касетно-цифрові (своє повідомлення в ОЗП, вхідні повідомлення на касету)
- Повністю цифрові

Автовідповідачі з одною касетою записують вітання і вхідні повідомлення на одну і ту ж касету — це призводить до додаткових затримок часу на перемотування стрічки. Після програвання вітання автовідповідач повинен перемотати вже записані повідомлення, що надійшли раніше, а потім записати нове повідомлення. Після цього перемотати стрічку назад, готуючись до прийому нового виклику. При частих вхідних викликах (дзвінках) такий автовідповідач може бути не відразу готовий до відтворення і запису інформації. Даного недоліку позбавлені двохкасетні і касетно-цифрові автовідповідачі.
На даний момент (2010 р.; момент написання статті) майже всі виробники перейшли на виробництво повністю цифрових автовідповідачів (принаймні для побутового застосування). Це обумовлено набагато більшою технологічністю і надійністю цифрових чипів пам'яті (ОЗП) у порівнянні з електромеханічним стрічкопротяжним механізмом.
Використання в автовідповідачах електронних методів запису дозволило реалізувати в них ще одну зручну функцію — персональні голосові ящики. У цьому випадку кожному користувачеві автовідповідача відводиться частина всієї наявної ємності ЗП, в яку записуються адресовані тільки йому повідомлення. Доступ до персонального ящика закривається індивідуальним паролем. При цьому дозвонювач може залишити своє повідомлення у будь-якому з персональних скриньок, а от прослухати його зможе тільки користувач ящика, що знає пароль доступу (на самому автовідповідачі або дистанційно).
Тим не менш у цифрових автовідповідачів порівняно зі старими касетними є один істотний недолік: збереження повідомлень в пам'яті не таке надійне, і її важче перенести з автовідповідача куди-небудь і зберегти на тривалий час. Такі повідомлення практично не зможуть стати наприклад, доказом у суді. Справа в тому, що в переважній більшості сучасних цифрових автовідповідачів використовуються енергозалежні чипи пам'яті. І хоча практично у всіх них є можливість установки резервної батареї (зазвичай 9 вольт — типу «Крона» (6F22)), але вона дозволяє зберігати повідомлення при відключенні від мережевого живлення всього лише кілька годин. Чип пам'яті жорстко запаяний всередині і його не можна вийняти з автовідповідача як касету і прослухати потім на побутовому магнітофоні або диктофоні. Лише рідкі автовідповідачі мають аудіо-роз'єм для перезапису інформації на магнітофон або комп'ютер.
Автовідповідачі, в яких вихідне повідомлення записується в ОЗП, як правило також мають вбудоване фіксоване вітання (рідше — два різних). Таке вітання жорстко прошито в ПЗП автовідповідача і використовується в тому випадку якщо своє вітання не записано, а також у разі зникнення вітання з ОЗП при відключенні живлення. Фіксоване вітання частіше записано англійською мовою. Крім того, багато автовідповідачів мають голосові інформаційні повідомлення (підказки), що допомагають користувачеві при роботі, наприклад за відсутності нових повідомлень: «No new messages» (переклад з англ. "Немає нових повідомлень").
Касетно-цифрові автовідповідачі володіють рядом переваг в порівнянні зі своїми конкурентами: вихідне повідомлення з цифрової пам'яті завжди готове до відтворення, немає додаткових затримок на перемотування стрічки, механізм протягування стрічки менше зношується, а вхідні повідомлення можуть бути збережені для подальшого прослуховування на магнітофоні (диктофоні). Сумарний час запису в касетних автовідповідачах обмежено тривалістю одного боку касети, а в цифрових — об'ємом чипа пам'яті і на даний момент варіюється від одиниць до десятків хвилин.
Часто автовідповідачі використовуються як автоінформатори — тільки для програвання вихідного повідомлення, без запису вхідних — розповідають про послуги різних фірм при дзвінку на них у неробочий час, інформують про репертуар кінотеатрів, погоду, гороскоп, анекдоти, новини та різноманітну інформацію і т. ін. Таку можливість надають багато, але не всі моделі автовідповідачів. Крім того, різні автовідповідачі мають різний максимальний час запису свого повідомлення.
Багато автовідповідачів дозволяють записувати не тільки вхідні повідомлення у відсутності абонента, але й, при бажанні, поточну телефонну розмову.
Запис телефонних розмов по-різному регламентується законодавством різних країн. Тому перед записом Вашої телефонної розмови з співрозмовником слід вивчити закони держави, де Ви знаходитесь. Існують автовідповідачі, що подають спеціальний звуковий сигнал в лінію перед початком запису.
По виконанню автовідповідачі бувають:
- Автовідповідачі-приставки до телефону
- Автовідповідачі-телефонні апарати
- Комбіновані вироби: (Автовідповідач + АВН; Автовідповідач + АВН + телефон; Автовідповідач + факс, і т. д.)
- Автовідповідачі — комп'ютерні програми

## Дистанційне керування
Переважна більшість автовідповідачів мають функцію дистанційного керування. За допомогою неї, перебуваючи віддалено, можна зателефонувати на автовідповідач і прослухати отримані повідомлення, а також стерти їх, перезаписати своє вітання або подати інші команди управління автовідповідачем. Управління здійснюється тональним набором (DTMF) (незалежно від типу набору на АТС дозвонювача). Перед командами управління вводиться пароль, що складається з 1-4 цифр залежно від типу автовідповідача. Пароль може бути фіксованим або змінним. Таким чином телефонний апарат абонента на автовідповідач для цілей керування ним повинен мати можливість тонального набору, в іншому випадку слід скористатися біпером — генератором акустичних тональних посилок, який слід докласти до мікрофона трубки. Раніше біпери часто входили в комплект поставки автовідповідачів, зараз же, коли майже всі стаціонарні та мобільні телефони мають можливість тонального набору, біпери практично не затребувані.

## Програмні (комп'ютерні) автовідповідачі
Автовідповідачі-програми для персональних комп'ютерів як правило використовують для своєї роботи функції голосового модему. Як приклад можна привести програму VentaFax та програмне забезпечення, що постачається з модемами US Robotics Courier. Запис повідомлень ведеться на жорсткий диск комп'ютера.
Відомі також програми, що здійснюють роботу, через звукову карту комп'ютера за допомогою додаткових адаптерів.
Голосові функції (автовідповідача, автоінформатора, автосекретаря) стали притаманні також деяким сучасним міні-АТС. Крім простого відтворення голосових фраз у них також є система голосових меню, що надає дозвонювачу можливість інтерактивної роботи (з'єднання з потрібним внутрішнім абонентом, прослуховування інформації за розділами тощо), що безумовно зручно для різних фірм. Подібні системи на основі комп'ютерних програм зараз встановлені в багатьох операторів зв'язку і в інших організаціях.

## Автовідповідач у стільниковому зв'язку
Зазвичай у стільниковий телефон не вбудований автовідповідач, але оператори стільникового зв'язку зазвичай надають своїм абонентам послугу «автовідповідач». Автовідповідач стільникового зв'язку знаходиться не в стільниковому телефоні абонента, а на комутаційному обладнанні стільникового оператора, що зручно тому, що автовідповідач приймає дзвінки і повідомлення не тільки, коли власник телефону не може або не хоче зняти трубку, але і коли його апарат недоступний (вимкнений або знаходиться поза зоною стільникового зв'язку).
Для підключення послуги «автовідповідач» абоненту потрібно зателефонувати за спеціальним номером зі свого телефону (стільникового), вітання абонент може надиктувати в тому ж дзвінку. Якщо автовідповідач прийняв дзвінок, то абоненту, котрий має послугою «автовідповідач», автоматично приходить СМС-повідомлення про те, що автовідповідач прийняв дзвінок, повідомлення. Щоб прослухати повідомлення господареві автовідповідача потрібно зателефонувати на спеціальний номер, за яким він може прослухати повідомлення і дізнатися час залишення кожного повідомлення і телефонні номери, які залишили повідомлення (все це господареві автовідповідача повідомляється голосом).